# Пляжное регби
Пляжное регби (англ. beach rugby) — спортивная командная игра с овальным мячом, который игроки каждой команды, передавая друг другу руками и ногами, причём пас руками осуществляется только назад, стараются приземлить в зачётном поле, в отличие от классического регби ворота в игре, как правило, не используются. Также к основным отличиям относятся меньший размер игрового поля, меньшее количество игроков, упрощённый подсчёт очков.
В отличие от других пляжных игровых видов (пляжный футбол, пляжный волейбол), в пляжном регби нет единого управляющего органа и, соответственно, единых унифицированных правил игры, однако, Международный совет регби делает шаги в данном направлении, и на 2013 год назначено проведение первого чемпионата мира в данном виде спорта, местом проведения турнира выбрана Италия. При участии Европейской ассоциации регби с 2017 года ежегодно проводится Чемпионат Европы по пляжному регби.

## Распространенные правила игры

### Размер поля
Размеры поля определяются непосредственно организаторами соревнований, и как правило варьируются от 30-50 метров в длину и 25-30 в ширину. Чаще ворота в пляжном регби не используются, границы игрового поля отмечаются пластиковой лентой или яркой веревкой.

### Количество игроков
В зависимости от лиг и турниров количество игроков в поле варьируется от 4 до 7, но чаще всего 5 человек. Количество запасных игроков от 3 до 7, количество замен по ходу игры не ограничено, проходят замены «на лету», по тому же принципу как и в хоккее.

### Мяч
Для игры используются стандартные регбийные мячи 4-го и 5-го размера.

### Подсчет очков
Система подсчета очков в пляжном регби упрощена, так как ворота на игровом поле отсутствуют, за каждую проведенную попытку команда получает одно очко. Иногда в случае ничейного результата игра ведется до первого набранного очка в дополнительное время.

### Игровое время
Как правило, игра разделена на два тайма по 5-7 минут с перерывом между таймами 1-3 минуты, в случаях ничейного результата иногда играется дополнительное время до первой попытки на усмотрение организаторов.